# Luisa Mondschein-Halfon
Luisa Mondschein Halfon (de asemenea Luisa Halfon de Mondschein; n. 3 ianuarie 1903, Mărculești, gubernia Basarabia, Imperiul Rus – d. 2 iunie 1985, Buenos Aires, Argentina) a fost o poetă argentiniană, evreică originară din Basarabia

## Biografie
S-a născut în colonia evreiască Mărculești (acum un oraș în raionul Florești, Republica Moldova) din ținutul Soroca, gubernia Basarabia, (Imperiul Rus). În 1909 s-a mutat împreună cu familia în Argentina, unde s-a stabilit la Buenos Aires.
Mai mulți ani a predat literatura spaniolă la Universitatea din Buenos Aires și a publicat poezie. Prima colecție de poezie intitulată Docencia, a fost publicată în 1939, revizuită în 1973. Cu toate acestea, ea a câștigat faima pentru sonetele sale, a cărei primă colecție (Sonetos) a fost publicată în 1960. A fost urmată de alte cărți de sonete: Sonetos y más sonetos („Sonete și mai multe sonete”, 1970), Sonetos de amore y crimen („Sonete de dragoste și crimă”, 1976), Si alguien antaño („Dacă cineva vreodată cândva”, 1980). Poeziile sale au fost incluse în antologia Verso argentino actual (1975).
Pentru aportul său adus literaturii argentiniene, a primit titlul de „Poet Laureat” (Dama Laureada) al Academiei Argentiniene de Heraldică și Poezie (Academia de Heraldica de Poesia) cu sprijinul Universidad Libre de América. În 1947, împreună cu Frases Morales, a împărțit primul premiu de los Juegos Florales del Magisterio și a fost aleasă membră de onoare al Institutului de Cultură Americană (El Instituto de Cultura Americana). A decedat la Buenos Aires în 1985.